# 노도 (남해군)
노도(櫓島)는 경상남도 남해군 상주면 양아리 벽련마을 앞에 있는 섬이다.

## 내용
노도는 예부터 배젖는 노(櫓)를 만드는데 쓰이던 목재를 많이 생산해서 노도(櫓島)라 유래되어서 노도(櫓島)라 부른다. 마치 삿갓이 바다에 떠있는 것 같다 하여 삿갓섬이라 불리기도 한다. 면적은 0.41km2이다. 벽련마을 포구에서 약 2 km 정도 떨어져 있는데 배를 타고 약 10분이면 도착할 수 있다. 2019년 현재 13가구, 17명의 인구가 주로 북쪽 선착장 주변에 모여 살고 있으며, 주민들은 주로 어업에 종사하면서 섬의 좁은 땅에 농사를 짓기도 한다.

## 유배지
노도는 조선 중기의 문신이자 <구운몽>, <사씨남정기>의 작가인 서포 김만중(金萬重 1637~1692)이 유배되었던 곳이기도 하다. 김만중은 1689년(숙종 15) 노도로 유배 와서 1692년(숙종 18) 56세의 나이로 이곳에서 생을 마감했으며, 유배기간 동안 <사씨남정기>와 <서포만필>을 집필하였다. 섬에는 김만중이 직접 팠다고 전해지는 우물과 시신을 잠시 묻었던 허묘(墟墓), 초옥이 있던 터가 남아 있으며, 서포김만중선생유허비와 안내판 등이 설치되어 있다.
또한 서포 김만중 외에도 기묘사화로 유배당한 자암 김구 선생이 13년간의 기나긴 유배생활을 했던 곳이기도 하다. 조선 4대 서예가로 불리는 자암선생은 남해를 찬양하는 경기체가 "화전별곡" 을 그의 배소 노량에서 지었다. 그리고 후송 유의양은 남해의 유적, 절경, 세시풍속 등을 기행문체로 쓴 "남해문견록"을 남기기도 했다. 남해는 이 외에도 주로 금산을 노래한 한시를 많이 남긴 남구만, "남천잡록"의 저자 김용 등 많은 유배객이 다녀간 곳이다.

## 같이 보기
- 금산
- 남해유배문학관[1]
- 서포 김만중 선생 유허